# M50 Reising
Il Reising è un mitra statunitense prodotto dalla H&R (Harrington & Richardson) Firearms.
Fu progettato e testato da Eugene Reising nel 1940. Le prime due versioni prodotte durante la Seconda guerra mondiale furono l'M50 e la versione semplificata M55. Oltre 100 000 di queste armi vennero ordinate dalla United States Navy, United States Marine Corps, United States Coast Guard, mentre altre di queste armi vennero inviate al Canada, all'Unione Sovietica e ad altri stati come sostegno per la guerra contro l'Asse.

## Caratteristiche
L'M50 era un'arma a fuoco selettivo, in grado di sparare in modalità automatica, con una cadenza di fuoco di 450-600 colpi al minuto, oppure semi-automatica. Fu però rilevato che la vera cadenza di tiro in modalità automatica era vicina ai 750-850 colpi al minuto. A differenza di altre armi, quale il Thompson, il Reising sparava in posizione di otturatore chiuso.

## Varianti
Furono create quattro versioni del Reising, due con selettore di fuoco (M50 e M55) e due senza, con la possibilità di solo colpo singolo (M60 e M65). L'M65 era inoltre stata modificata così da sparare i proiettili calibro .22 da fucile, progettate per gli addestramenti delle truppe.
Vi erano diverse differenza tra M50 e M55. La prima e più ovvia è la minore capacità del caricatore dell'M55. L'altra è la scomparsa del compensatore, che comportò anche una semplificazione interna dell'arma che la rese più leggera e più corta, riducendone però la cadenza di fuoco. L'uso dell'M55 fu inizialmente prerogativa di Marines, paracadutisti e carristi dell'esercito.
L'M60 era una versione dotata di canna più lunga, dotata di solo fuoco semi-automatico e progettata principalmente per addestramenti militari e per i corpi di polizia. Tuttavia, pochi esemplari furono venduti. I Marines usarono i modelli M60 per l'addestramento, compiti di guardia e altre circostanze di non combattimento. Alcuni modelli vennero poi utilizzati dagli ufficiali della Marina a Guadalcanal, nel Pacifico. Le rimanenti armi vennero cedute alla Guardia Nazionale e agli organismi preposti all'applicazione della legge.

## Affermazione e servizio
Il Reising entrò in servizio presso l'esercito poiché non si avevano sufficienti quantitativi di mitragliatori Thompson. Durante la fase di test, superò molti altri progetti in competizione. Era infatti molto leggera e precisa su fuoco controllato, pregi attribuiti all'ottima meccanica del caricatore e al fatto che l'arma sparava in posizione di otturatore chiuso, anche se il suo volume di fuoco veniva ridotto notevolmente a causa delle scarse dimensioni del suo caricatore (20 colpi).
Durante il secondo conflitto mondiale, ingenti quantità di Reising furono consegnate ai Marines che operavano nel Pacifico, e vennero utilizzate durante le operazioni nelle Isole Salomone e durante l'assalto all'isola di Guadalcanal. Fu il Reising che precedette la ancora poco affermata Carabina M1A1. Sebbene fosse disponibile il Thompson M1A1, quest'arma si era rivelata frequentemente troppo pesante e ingombrante per le pattuglie nella giungla. I Paramarines sono noti per aver richiesto grandi quantità di M55, ma questo modello, progettato in maniera non soddisfacente, tanto che spesso il caricatore si sganciava durante il combattimento, presto si conquistò una brutta reputazione. Sfortunatamente, il Reising era stato progettato per impieghi civili e non era in grado di sopportare lo stress di dure battaglie in clima umido come quello delle Isole Salomone, che impediva una manutenzione attenta della armi, che funzionavano correttamente solo se pulite a sufficienza. Era sicuramente più preciso del Thompson, soprattutto in modalità semi-automatica, ma aveva la noiosa tendenza ad incepparsi molto facilmente. Questo era in parte dovuto alla eccessiva complessità nel design della culatta mobile dell'arma. Il progetto prevedeva, infatti, un sistema di molle all'interno del blocco della culatta per rilasciare il percussore che si arrugginiva spesso a causa del clima umido delle giungle del Pacifico. Questo problema era accentuato dagli ingranaggi di apertura dell'otturatore che accumulavano facilmente sporcizia e residui dalla polvere da sparo, impedendo all'otturatore di scorrere liberamente; in effetti, se l'otturatore non tornava nella giusta posizione, un meccanismo interno impediva il fuoco. Oltretutto, il caricatore generava altri problemi; infatti era costituito da una fila singola di proiettili e anche il minimo danno alla parte superiore del caricatore lo avrebbe reso inutilizzabile.
 
In breve tempo il Reising si guadagnò una pessima reputazione per la poca affidabilità in combattimento. Secondo alcune testimonianze, diversi Marines avrebbero scartato quest'arma per utilizzarne qualsiasi altra, e un sottufficiale disse di aver buttato il proprio Reising rompendo il caricatore sulla testa di un “Ratto di Brigata” particolarmente insolente. Il tenente colonnello Merritt Edson, ufficiale di comando del battaglione degli Incursori della Marina, ordinò che tutti i Reising consegnati alla sua unità venissero gettati senza tante cerimonie in un fiume, così che i suoi uomini potessero usare armi migliori. Dopo che i Marines si furono mostrati riluttanti a ricevere altri Reising, e con l'aumento della disponibilità di Carabine M1A1, il Governo degli Stati Uniti cedette il Reising all'OSS (Office of Strategic Services) e a vari governi stranieri. Il Canada acquistò alcuni M50 e furono distribuiti al secondo battaglione, mentre il primo era in servizio oltremare. Altri esemplari furono anche donati a gruppi di partigiani anti-nazisti in tutto il mondo. Fu quindi ceduta alla Guardia Nazionale Americana e in questo campo ebbe un notevole successo.